# Cortex (revue)
Cortex est une revue scientifique publiée par Elsevier. Elle est consacrée à l'étude de « la cognition et la relation entre le système nerveux et les processus mentaux ».
Le magazine a été fondé en 1964 et est actuellement dirigé par Sergio Della Sala. 